# Lago Hamurperte
O lago Hamurperte (em armênio: Համուրպետ լիճ, Hamurpert lič) ou lago Aquedoane (em turco: Akdoğan Gölü) É um lago vulcânico localizado dentro das fronteiras do distrito de Varto, na província de Muxe, na Turquia.